# Dipsacaster sagaminus
Dipsacaster sagaminus är en sjöstjärneart som beskrevs av Hayashi 1973. Dipsacaster sagaminus ingår i släktet Dipsacaster och familjen kamsjöstjärnor. Inga underarter finns listade i Catalogue of Life.